# Aristolochia cucurbitoides
Aristolochia cucurbitoides C.F.Liang – gatunek rośliny z rodziny kokornakowatych (Aristolochiaceae Juss.). Występuje naturalnie w Mjanmie oraz południowej części Chin (w prowincjach Junnan i Kuejczou oraz regionie administracyjnym Kuangsi-Czuang).

## Morfologia
PokrójBylina pnąca i płożąca o nagich pędach.
LiścieMają lancetowaty lub owalnie lancetowaty kształt. Mają 12–22 cm długości oraz 2,5–4,5 cm szerokości. Z długim i spiczastym wierzchołkiem. Są mniej lub bardziej owłosione. Ogonek liściowy jest mniej lub bardziej owłosiony i ma długość 3–5 cm.
KwiatyPojedyncze. Mają żółtozielonkawą barwę. Dorastają do 20 mm długości i 8 mm szerokości. Mają kształt wygiętej tubki.
OwoceTorebki o cylindrycznym kształcie. Mają 5–7 cm długości i 2–3 cm szerokości. Pękają u podstawy.

## Biologia i ekologia
Rośnie w lasach. Występuje na wysokości od 800 do 2400 m n.p.m. Kwitnie od maja do lipca, natomiast owoce pojawiają się od sierpnia do października.

## Ochrona
W Czerwonej księdze gatunków zagrożonych został zaliczony do kategorii VU – gatunków narażonych na wyginięcie.